# محمد بن عبد الهادي المقدسي
شَمْسُ الدِّينِ أَبُو عَبْدِ اللَّهِ مُحَمَّدُ بْنُ أَحْمَدَ بْنِ عَبْدِ الْهَادِي بْنِ عَبْدِ الْحَمِيدِ بْنِ عَبْدِ الْهَادِي بْنِ يُوسُفَ بْنِ مُحَمَّدِ بْنِ قُدَامَةَ بْنِ مِقْدَامِ بْنِ نَصْرِ بْنِ فَتْحِ بْنِ حُذَيْفَةَ بْنِ مُحَمَّدِ بْنِ يَعْقُوبَ بْنِ الْقَاسِمِ بْنِ إِبْرَاهِيمَ بْنِ إِسْمَاعِيلَ بْنِ يَحْيَى بْنِ مُحَمَّدِ بْنِ سَالِمِ بْنِ عَبْدِ اللَّهِ بْنِ عُمَرَ بْنِ الْخَطَّابِ الْمَقْدِسِيُّ الْجَمَّاعِيلِيُّ الصَّالِحِيُّ الْحَنْبَلِيُّ ويُعرف اختصارًا بـ محمد بن عبد الهادي المقدسي (رجب 705 – 10 جمادى الأولى 744هـ / 1305 – 1 أكتوبر [تشرين الأول] 1343م)، هو فقيه ومحدث ونحوي مسلم.

## حياته
ولد بدمشق سنة 704 هـ وتوفي سنه 744 هـ، من تلاميذ ابن تيمية، برع في علوم الحديث وعلم الرجال والنحو واللغة، ودرّس في المدرسة الصدرية والضيائية والعمرية وغيرهم.

## مشايخه
أخذ العلم عن عدد كبير من العلماء، منهم ابن تيمية وجمال الدين المزي، والقاضي تقي الدين سليمان والذهبي وابن مسلم وأبو بكر بن عبد الدائم وزينب بنت الكمال وابن قيم الجوزية وآخرون.

## مصنفاته
له مصنفات كثيرة في مختلف العلوم كالتوحيد والفقه واللغة والحديث والتفسير والتاريخ، وهي تزيد على السبعين، وكثير من مؤلفاته لم يكملها لموته المبكر قبل الأربعين، منها:
1. العقود الدرية من مناقب شيخ الإسلام ابن تيمية
2. الصارم المنكي في الرد على السبكي.
3. المحرر في الأحكام.
4. اجتماع الضميرين.
5. الأحاديث الضعاف في منهاج السنة.
6. الأحكام الكبير.
7. اختيار شيخ الإسلام ابن تيمية.
8. الاعلام في ذكر مشايخ الامه الاعلام أصحاب الكتب الستة.
9. الأمر بالمعروف والنهي عن المنكر.
10. تحقيق الهمز والإبدال في القراءات.
11. تراجم الحفاظ.

## قيل عنه
- قال عنه ابن كثير: «حصل من العلوم ما لا يبلغه الشيوخ الكبار وتفنن في الحديث والتعريف والفقه والتفسير والأصليين والتاريخ والقراءات وله مجامع وتعاليق مفيدة وكثيرة وكان حافظاً جيداً لأسماء الرجال وطرق الحديث وعارفاً بالجرح والتعديل وبصيراً بعلل الحديث، حسن الفهم له، جيد المذاكرة صحيح الذهن مستقيماً على طريقة السلف وأتباع الكتاب والسنة مثابراً على فعل الخيرات».
- قال عنه ابن حجر: «مهر في الحديث والأصول والعربية وغيرها».
- قال عنه السيوطي: «الإمام الأوحد المحدث الحافظ الحاذق الفقيه الورع المقرئ النحوي اللغوي ذو الفنون شمس الدين أحد الأذكياء مهر في الفقه والأصول والعربية».
- قال عنه الذهبي: «سمعت من الإمام الحافظ ذي الفنون شمس الدين محمد بن أحمد بن عبد الهادي، إلى أن قال: اعتنى بالرجال والعلل وبرع وجمع وتصدى للإفادة والاشتغال في القراءات والحديث والفقه والأصول والنحو وله توسع في العلوم وذهن سيال».

## وفاته
توفي يوم الأربعاء 10 جمادى الأولى 744 هـ الموافق 1 أكتوبر 1343 م.
قال ابن كثير: «وفي يوم الأربعاء عاشر جمادى الأولى توفي صاحبنا الشيخ الإمام العلامة الناقد البارع في فنون العلوم شمس الدين محمد ابن الشيخ عماد الدين أحمد بن عبد الهادي المقدسي الحنبلي، تغمده الله برحمته وأسكنه بحبوحة جنته، مرض قريباً من ثلاثة أشهر بقرحة وحمى سل، ثم تفاقم أمره وأفرط به إسهال، وتزايد ضعفه إلى أن توفي يومئذ قبل أذان العصر، فأخبرني والده أن آخر كلامه أن قال: أشهد أن لا إله إلا الله، وأشهد أن محمداً رسول الله، اللهم اجعلني من التوابين واجعلني من المتطهرين. فصُلي عليه يوم الخميس بالجامع المظفري، وحضر جنازته قضاة البلد وأعيان الناس من العلماء والأمراء والتجار والعامة، وكانت جنازته حافلة مليحة عليها ضوء ونور، ودفن بالروضة إلى جانب قبر سيف الدين ابن مجد، رحمهما الله» 